# Heidt (Ronsdorf)
Heidt ist ein Weiler im Süden der bergischen Großstadt Wuppertal unmittelbar an der Grenze zu Remscheid in Nordrhein-Westfalen.

## Lage und Beschreibung
Die Ortschaft liegt im Südwesten des Stadtbezirks Ronsdorf auf einer Höhe von etwa 280 m ü. NHN auf einem Höhenrücken zwischen den Bächen Heusiepen und Saalbach. Der Ort hat zusammen mit dem unmittelbar benachbarten Gehöft Schmittenberg 151 Einwohner (Stand 2007).
Zahlreiche, zum Teil verschieferte Fachwerkhäuser prägen das historische Ortsbild wie zum Beispiel das unter Denkmalschutz stehende Wohnhaus Heidt 14 oder das unmittelbar benachbarte Spritzenhaus Heidt sowie die ehemals als Naturdenkmal ausgewiesene mächtige Rosskastanie, die zwischen beiden Gebäuden stand. Das kleine, ehemalige Feuerwehrgerätehaus aus dem Jahre 1867 steht noch heute, wird mittlerweile aber anderweitig genutzt. Die Heidter Feuerwehr ist heute eine Traditionsfeuerwehr, die nach wie vor die feuerwehrtechnische Ausbildung ihrer Mitglieder betreibt und mit einer Handkarre in begrenztem Umfang auch einsatzfähig ist. Tradition hat das Osterfeuer „auf dem Heidt“. Auffallend sind zwei alte zweigeteilte „Klön- und Kladdertüren“, die im Bergischen Land im landwirtschaftlichen Bereich üblich waren.
Es gibt mit David Strasmann & Co. einen metallverarbeitenden Betrieb sowie mit der Firma Otto Reinshagen einen Gartentechnik-Spezialisten. Ferner sind in Heidt ansässig ein Anbieter für Tiergesundheit, die Fortan GmbH & Co. KG, sowie der Garten- und Landschaftsbaubetrieb Fa. Ralf Feick. Die Landwirtschaft spielt heute keine Rolle mehr.
Ein Bürgerbus verbindet die Ortschaft mit dem Zentrum von Ronsdorf. Die Umgebung von Heidt ist aufgrund der reizvollen Lage und der Nähe zur Ronsdorfer Talsperre unter anderem bei Wanderern und Joggern beliebt. In der Ortsmitte befindet sich ein kleiner Spielplatz.

## Geschichte
Heidt wurde erstmals 1312 erwähnt. Bereits um 1685 gab es in Heidt eine Schule – sogenanntes „Schulehalten“ zunächst in privaten Räumen. Eine Gedenktafel an der ehemaligen Dorfschule erinnert daran, dass der Pädagoge Friedrich Wilhelm Dörpfeld hier unterrichtete.
1715 verzeichnete Erich Philipp Ploennies in seinem Werk Topographia Ducatus Montani den Hof als ufm Heid. Auf der Topographischen Aufnahme der Rheinlande von 1824 ist der Ort als Heydt und auf der Preußischen Uraufnahme von 1843 als Heid verzeichnet.
1832 war Heidt Titularort der Heider Rotte des ländlichen Außenbezirks der Stadt Ronsdorf. Der laut der Statistik und Topographie des Regierungsbezirks Düsseldorf als Dorf kategorisierte Ort besaß zu dieser Zeit 21 Wohnhäuser, zehn landwirtschaftliche und ein öffentliches Gebäude, die Schule. Zu dieser Zeit lebten 258 Einwohner im Ort, acht katholischen und 250 evangelischen Glaubens. Im Gemeindelexikon für die Provinz Rheinland von 1888 werden 29 Wohnhäuser mit 251 Einwohnern angegeben.

## Wanderwege
Durch den Ort führt der Wuppertaler Rundweg (W im Kreis) von der nahegelegenen Ronsdorfer Talsperre in Richtung Lüttringhausen (Remscheid), außerdem der Rundwanderweg A2 durch das Saalbachtal und untere Gelpetal. Ein Fußweg führt durch das obere Heusiepental von Heidt nach Langenhaus.

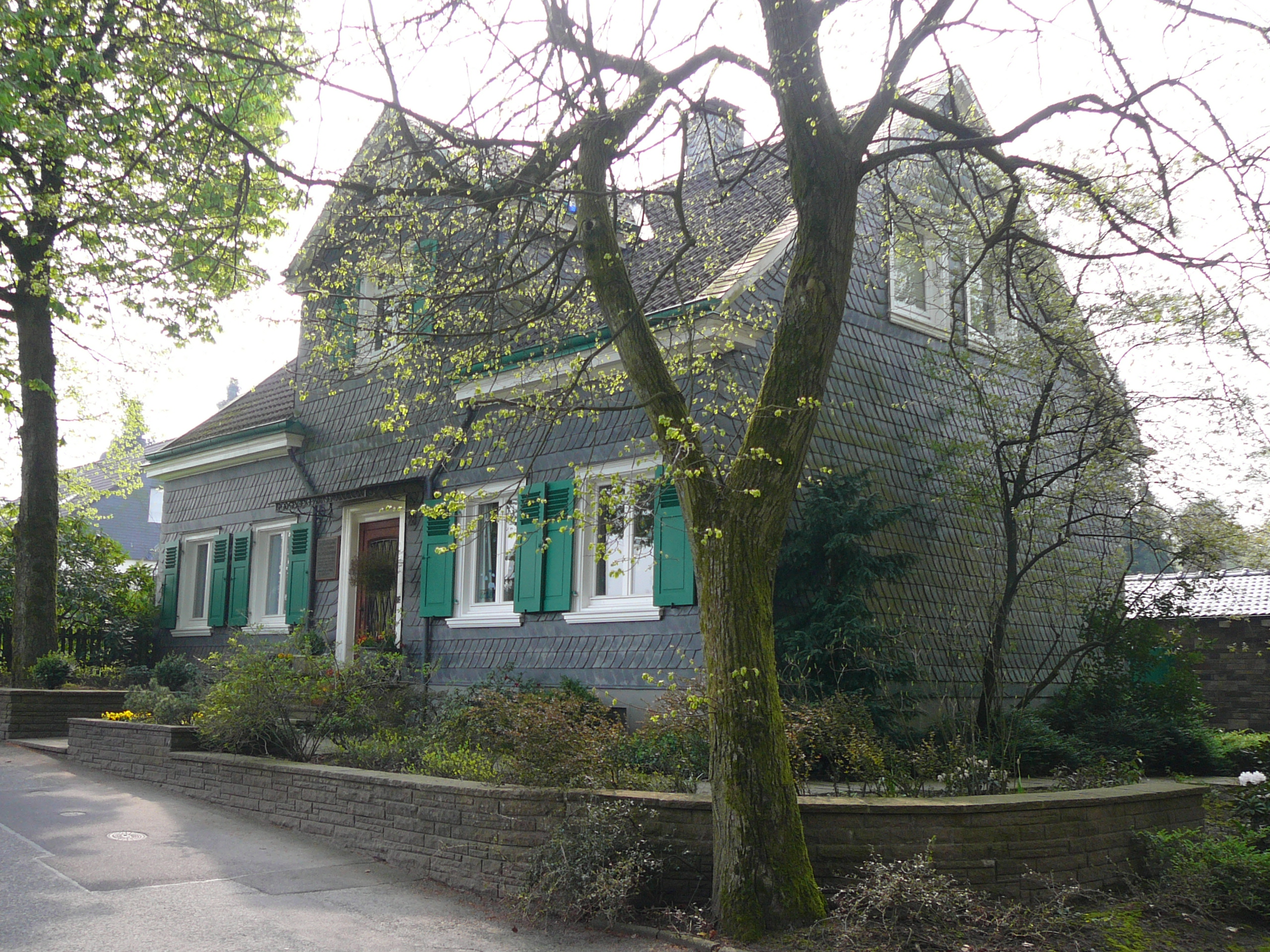
Dörpfeldstraße 28, die ehemalige Volksschule Heidt
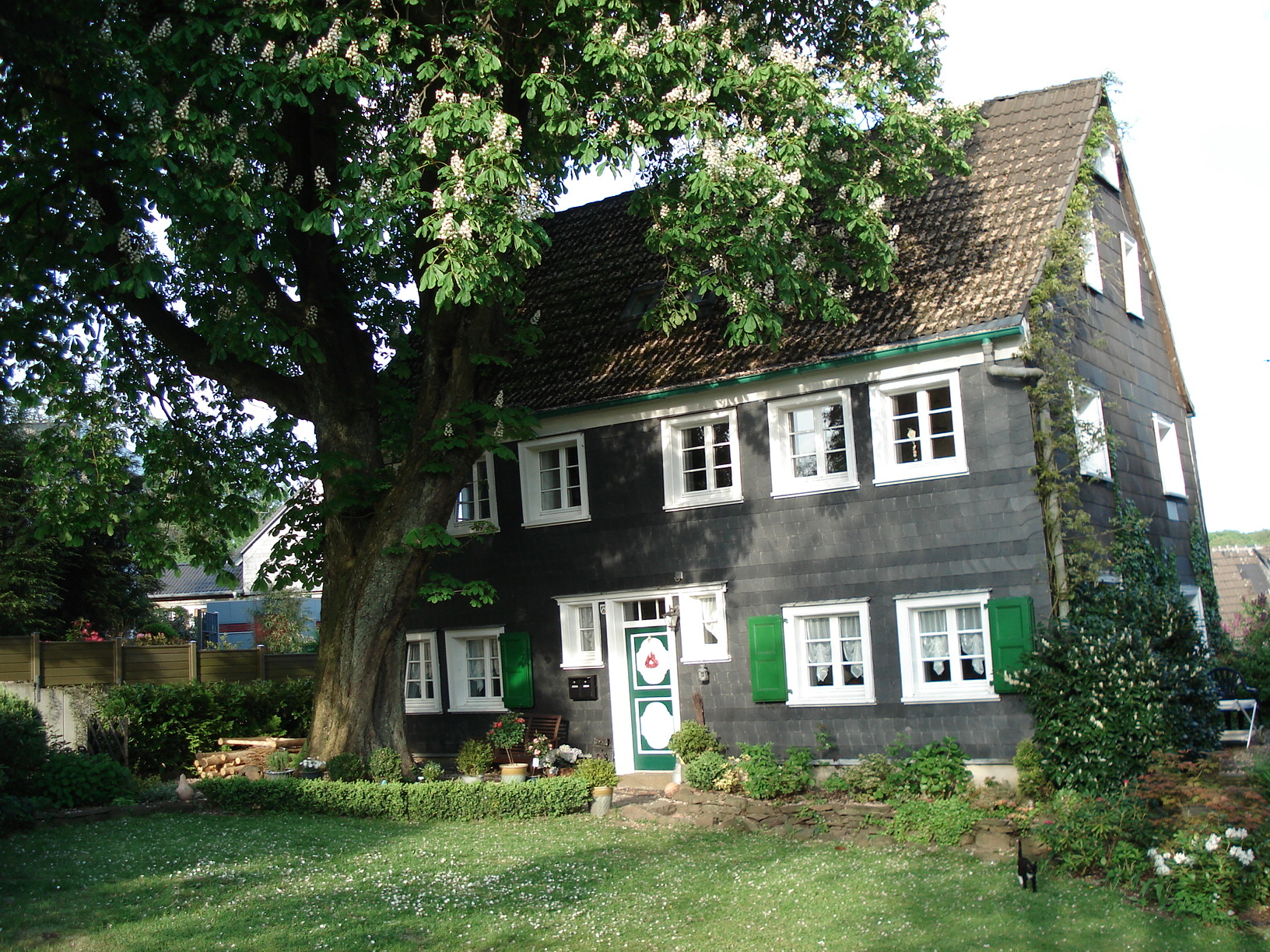
Wohnhaus Heidt 14
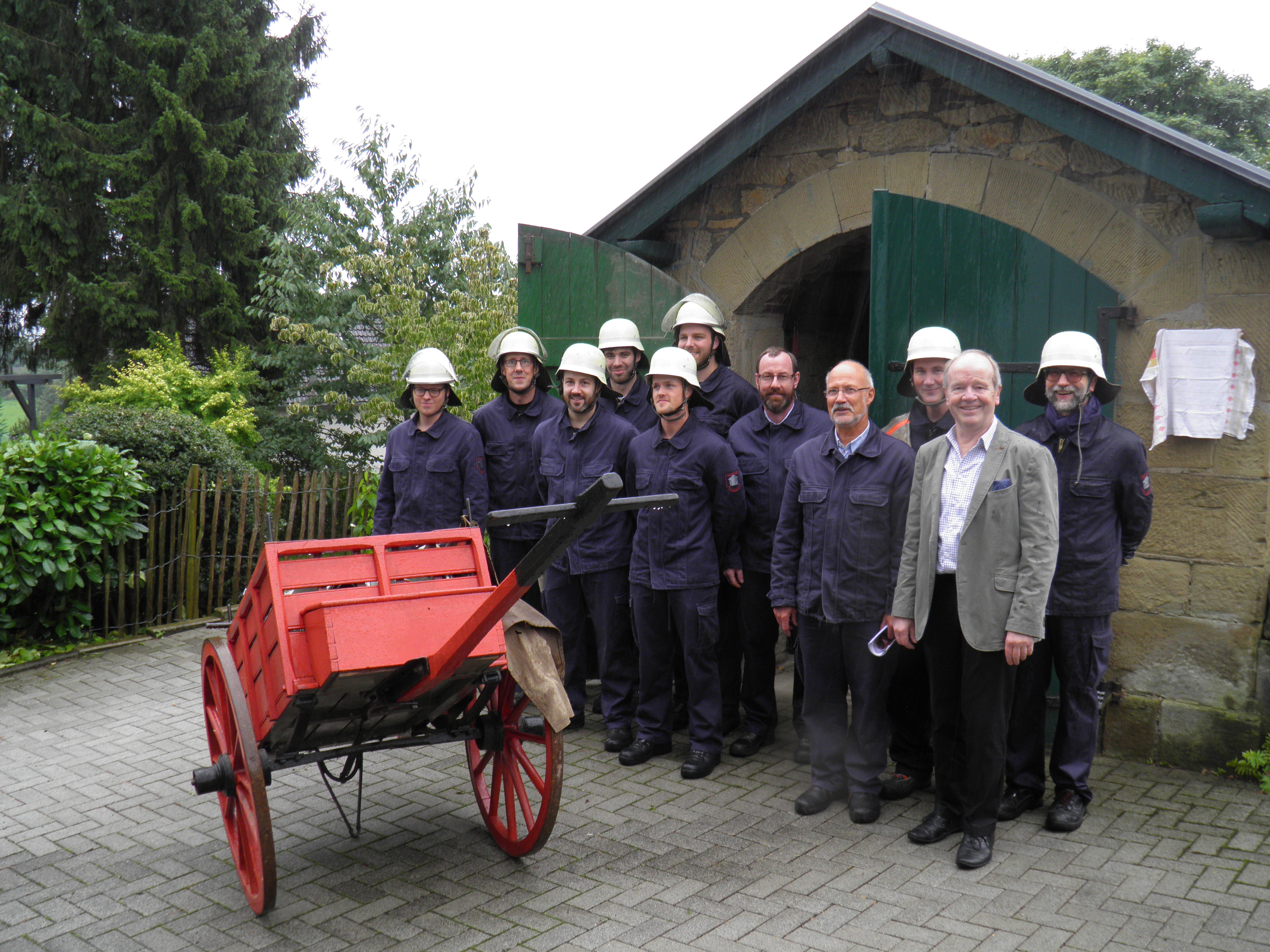
Freiwillige Feuerwehr Heidt vor dem alten Spritzenhaus
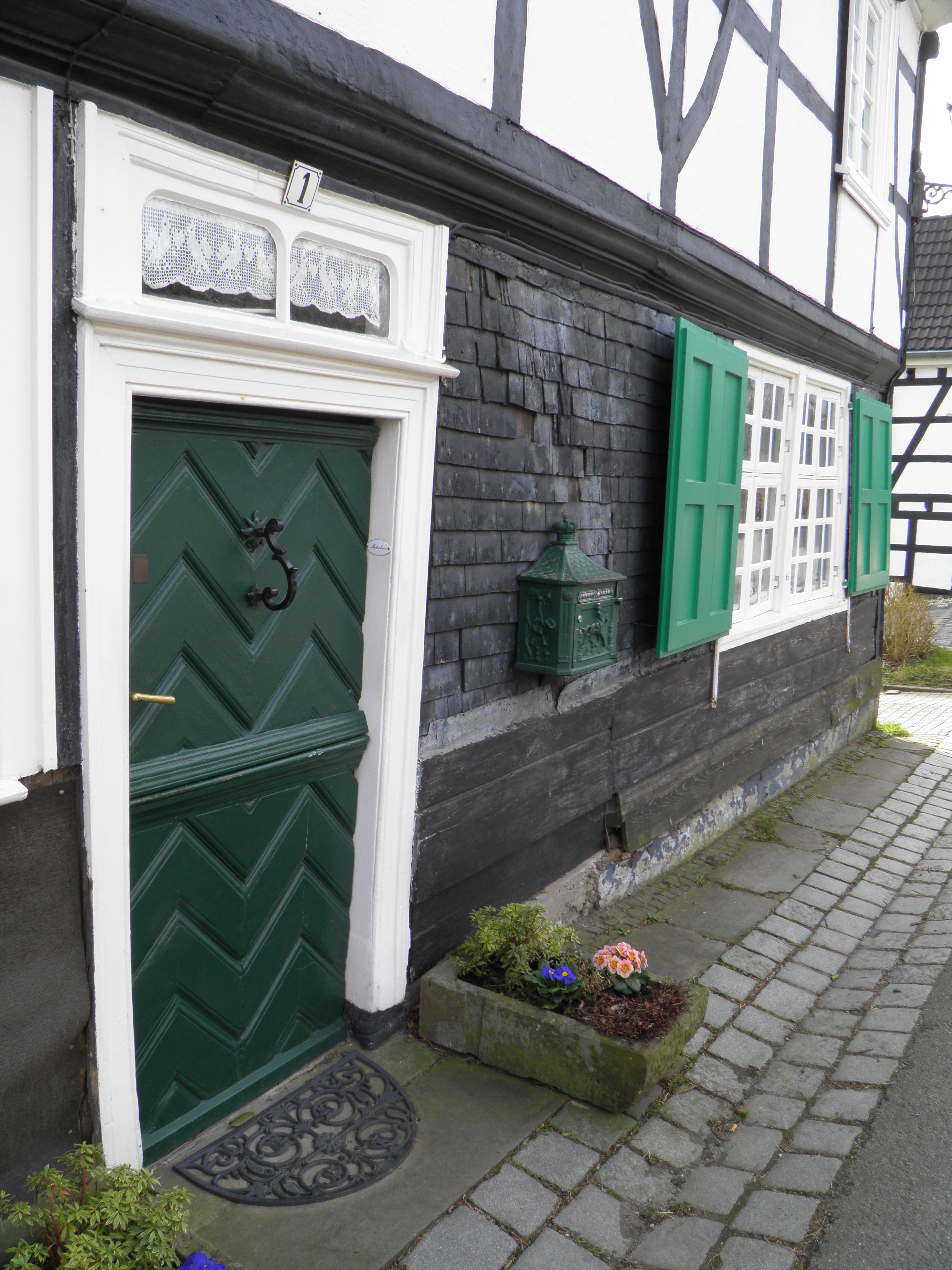
Klön- und Kladdertür am Fachwerkhaus auf Heidt
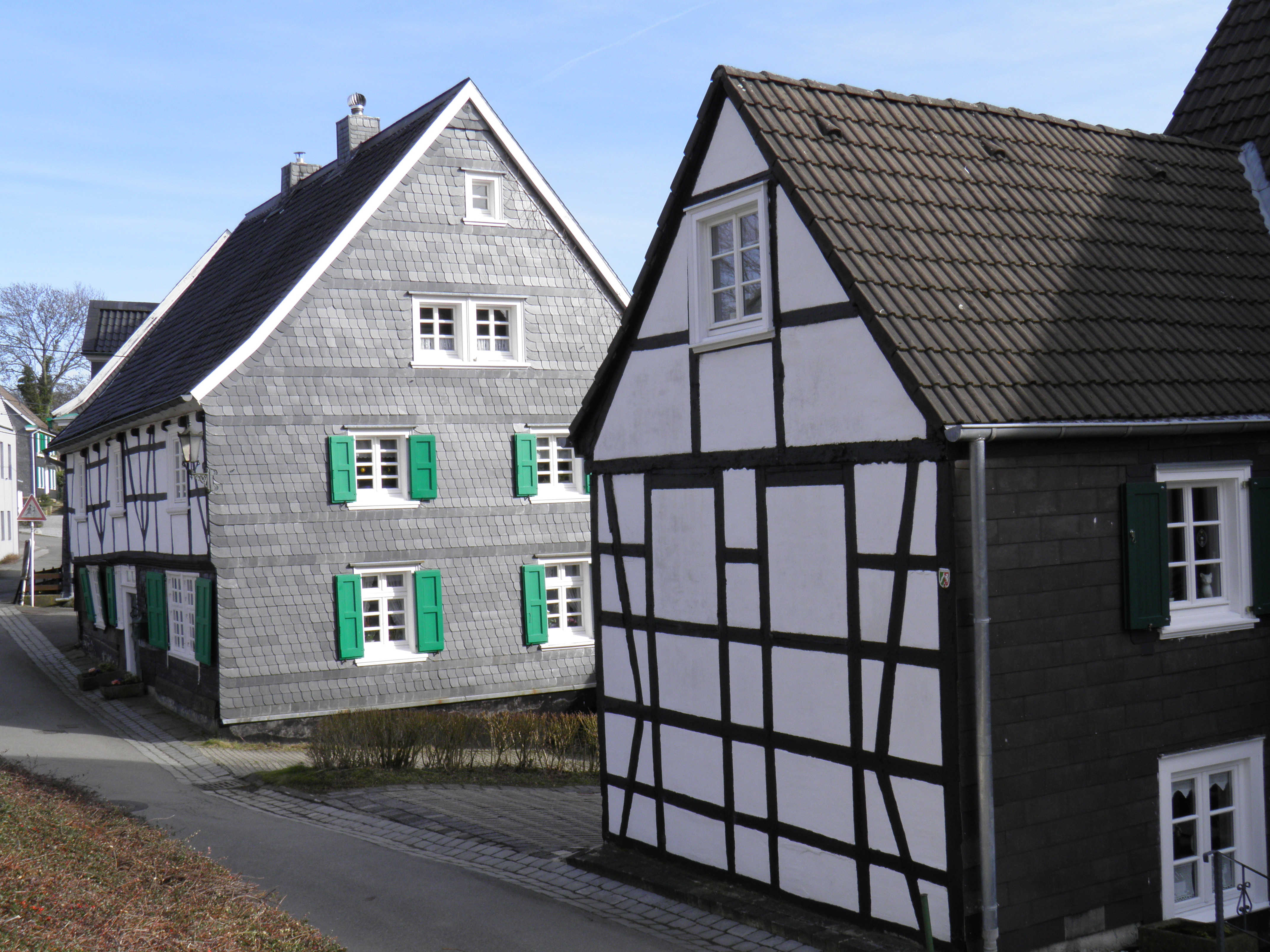
Fachwerkhäuser auf dem Heidt
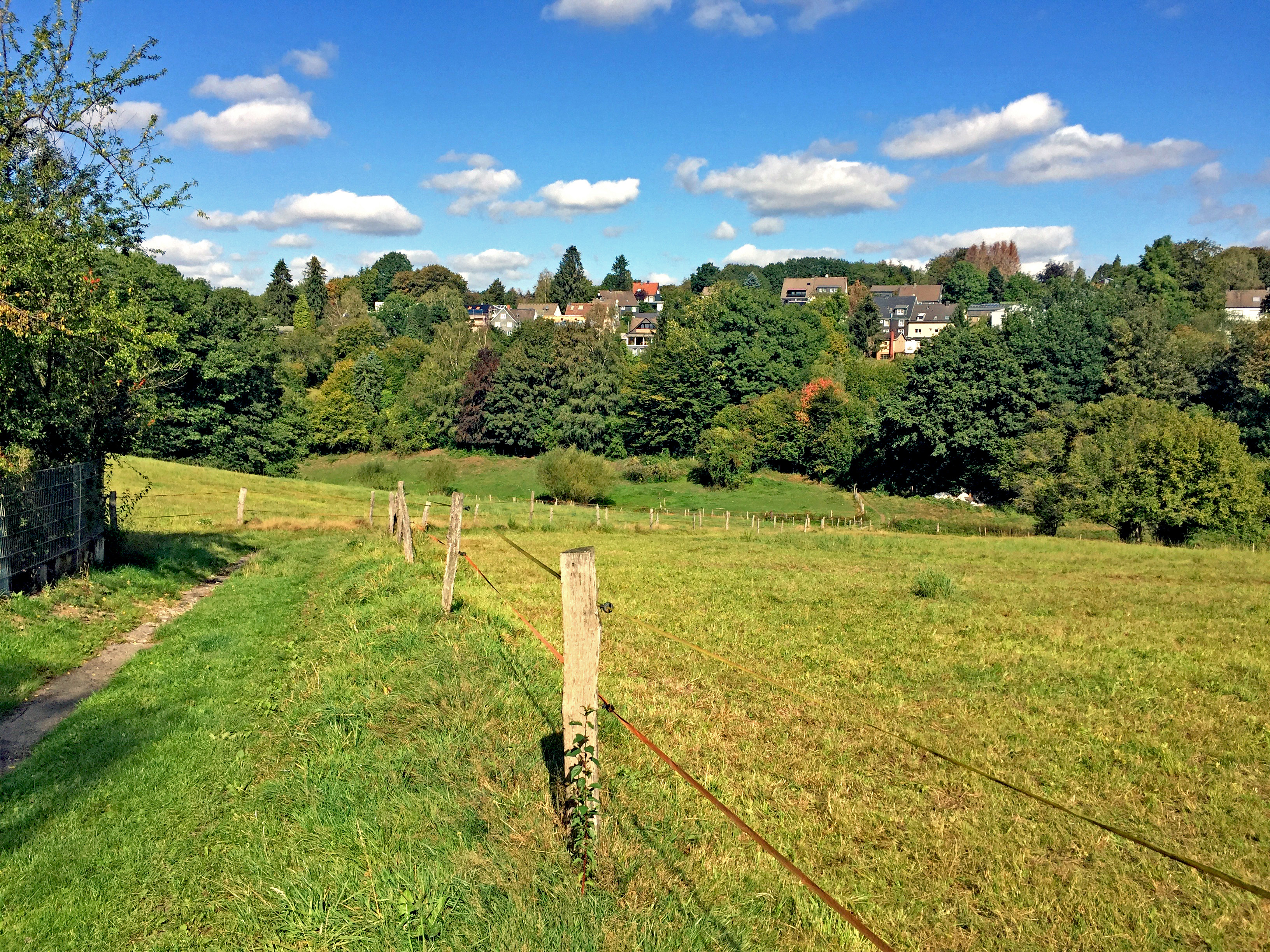
Weg durch das  Heusiepental nach Heidt